# Gaspacho alentejo
Le gaspacho alentejo, ou gaspacho à l'alentejo (gaspacho alentejano en portugais) est une variante portugaise du gaspacho. C'est un plat typiquement portugais, originaire de la province d'Alentejo, dans le sud du pays.

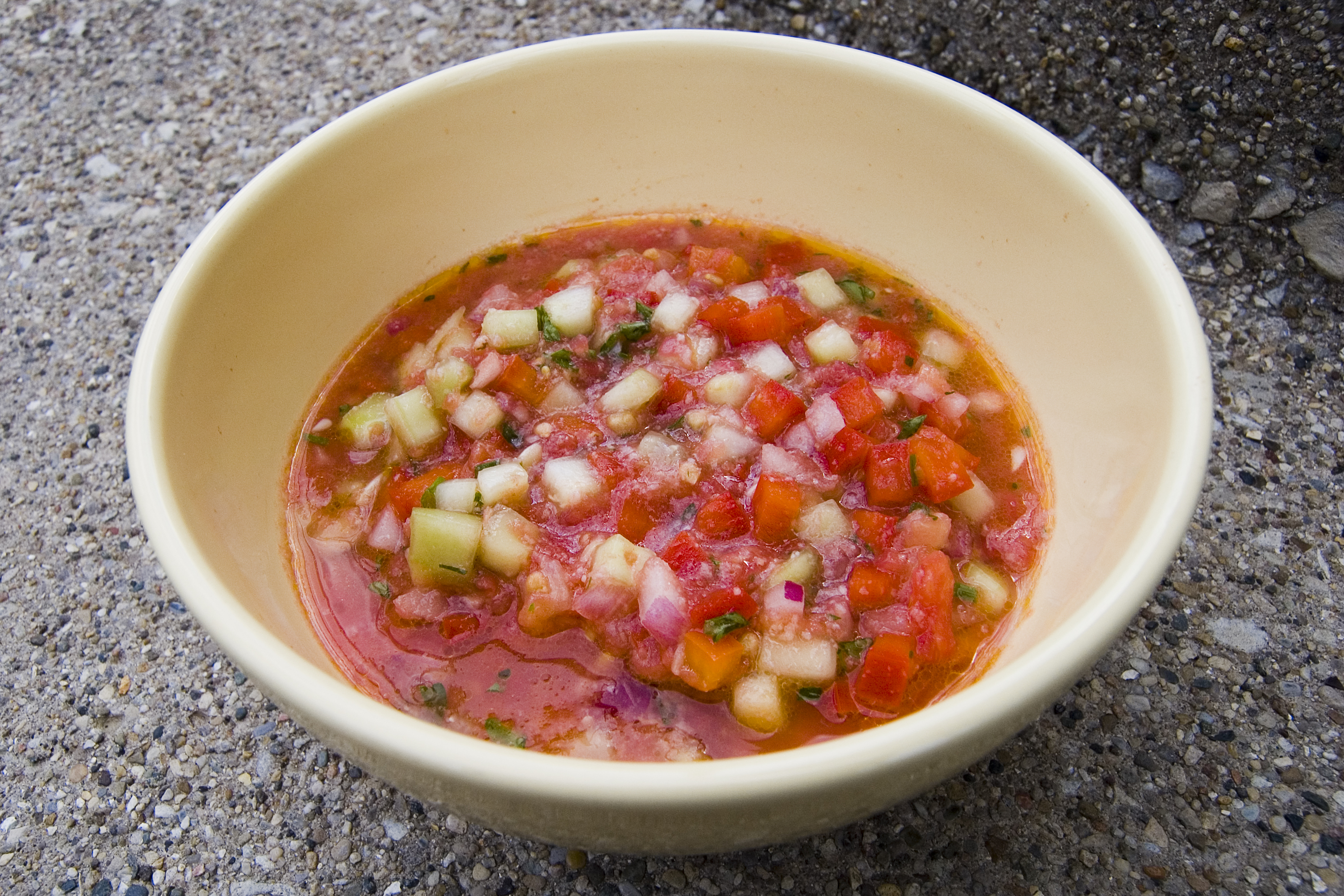
Gaspacho à l'alentejo.

## Recette traditionnelle
Il est composé, comme dans la recette espagnole, avec du pain, ou du pain de mie (pão de miga, aliment traditionnel du Portugal fait de lait, beurre, farine, sel et sucre), des tomates, concombre, poivrons verts, de l'ail, de l'eau froide, de l'origan, du vinaigre de vin, de l'huile d'olive et sel.
Cependant c'est la tomate qui est l'ingrédient le plus important et tous les autres peuvent être exclus de la recette y compris le pain. Une autre particularité est que les ingrédients — à part la tomate — ne sont pas mixés mais découpés en petits morceaux.
S'il est utilisé, le pain doit avoir un ou deux jours et être légèrement rassis. On ne le met dans la soupe qu'au moment de servir, contrairement au gaspacho espagnol où il est mixé avec les autres ingrédients.
Il est généralement plus relevé que le gaspacho espagnol, et peut être agrémenté d'œuf dur, de jambon, de chouriço.